# Malouetia bequaertiana
Malouetia bequaertiana är en oleanderväxtart som beskrevs av R. E. Woodson. Malouetia bequaertiana ingår i släktet Malouetia och familjen oleanderväxter. Inga underarter finns listade i Catalogue of Life.